# Anabarhynchus yeatesi
Anabarhynchus yeatesi är en tvåvingeart som beskrevs av Lyneborg 2001. Anabarhynchus yeatesi ingår i släktet Anabarhynchus och familjen stilettflugor.
Artens utbredningsområde är Victoria i Australien. Inga underarter finns listade i Catalogue of Life.